# Викхе Патил, Витхалрао
Витхалрао Викхе Патил (маратхи विठ्ठलराव विखे पाटील; англ. Vithalrao Vikhe Patil; 12 августа 1897, Лони, Ахмеднагар, Британская Индия — 27 апреля 1980, Лони, Махараштра, Индия) — индийский промышленник и предприниматель, деятель кооперативного движения Индии.

## Биография
Родился в простой крестьянской семье. 15 мая 1962 года при содействии тогдашнего премьер-министра Индии Джавахарлала Неру основал первый кооперативный сахарный завод в Лони (Махараштра).
Создал ряд обществ на основе кооперативного сотрудничества. Инициатор создания молочных союзов, кооперативных банков, сельскохозяйственных учреждений. Организатор кооперативных фабрик и заводов, что дало толчок развитию сельскохозяйственной жизни и развитию фермерства по всей стране. Был основателем группы отраслей и институтов, в том числе Института управления бизнесом и развитием сельских районов, медицинский колледж и др.
В 1961 году правительство Индии наградило его Падма Шри, четвертой по значимости гражданской наградой Индии за заслуги перед нацией. В 2008 году создан Фонд его имени.